# حمد القويزاني
حمد فهد القويزاني هو لاعب كرة قدم سعودي يلعب لنادي هجر.